# Програм Уједињених нација за развој
Развојни програм Уједињених нација (УНДП) је програм УН за друштвени развој земаља чланица. Основан је 1965. како би помагао нацијама да максимално искористе сопствене природне и људске ресурсе, обезбеђивањем експертизе и других облика помоћи. Сарађује са другим агенцијама УН на директној помоћи у кризним ситуацијама, а заједно са Светском банком обезбеђује финансирање развојних програма. Једна од важних функнкција УНДП је смањење сиромаштва.
Програм Уједињених нација за развој представља највећи мултилатерални извор дароване техничке подршке у свету. Седиште програма је у Њујорку и то је највећа агенција унутар Уједињених нација. Ова организација која се финансира путем донација обезбеђује обуку, стручне консултације, и ограничену помоћ у опреми за земље у развоју, са великим акцентом на помоћ најнеразвијенијим земљама.

## Историја
УНДП је формирана током 1965. године спајањем Проширеног програма за техничку подршку и Специјалног фонда Уједињених нација. Оснивање УНДП-а је нашироко посматрано као проширивање активности УН-а далеко ван почетних пројеката за очување мира и сигурности.

## Буџет
У 2004. години укупни буџет УНДП-а за своје пројекте и операције је био 4 милијарде долара.

### Донатори
Највећи појединачни донатор су Сједињене Државе, дајући око 243 милиона у новцу и другим средствима, а затим уједињено Краљевство, окје доприноси са 233 милиона долара у буџет УНДП-а. Јапан, Холандија, Норвешка и Шведска дају по 100 милиона свака. Узев у целости, међутим, Европска унија је највећи донатор до сада, обезбеђујући 921 милиона директно од земаља чланица и додатних 226 милиона преко Европске Комисије.

## Функције
Канцеларије и особље Програма се налазе у 166 земаља, сарађујући са владама и локалним организацијама у налажењу решења за глобалне и националне економске и друге развојне изазове.
УНДП повезује и координише глобалне и националне напоре за постизање циљева и националних развојних приоритета појединих земаља. Највећи напори су посвећени помагању земаља у развоју решења на савремене изазове изазове као што су:
- Демократска владавина
- Смањење сиромаштва
- Спречавање криза и опоравак
- енергетика и животна средина
- ХИВ/СИДА

### Извештај о друштвеном развоју
Од 1990. године, УНДП издаје годишње извештај о друштвеном развоју, заснован на Индексу друштвеног развоја.

## Координациона улога
УНДП игра значајну координациону улогу активности Ун-а на пољу развоја. Ово углавном спроводи преко свог руководства у Групи Уједињених нација за развој и преко сталног координационог система.

### Разоружање и контроверзе
Средином 2006, као што је прво известило Инер Сити Прес, а затим и Д Њу Вижн, УНДП је обуставио своје програме за разоружање у Карамоџа региону у Уганди као одговор на кршење људских права у паралелним присилним програмима за разоружање које спроводе Народне одбрамбене снаге Уганде.

### Група Уједињених нација за развој
Група Уједињених нација за развој (УНДГ) је формирана од стране Генералног секретара током 1997. године, како би се побољшала ефикасност програма за развој Уједињених нација на нивоу земаље. УНДГ повезује све агенције које се баве економским развојем. Групом председава администратор УНДП-а. УНДП такође чини секретаријат Групе.
УНДГ развија правила и процедуре које омогућавају агенцијама чланицама да раде заједно и анализирају проблеме земље, планирају стратегије за подршку, примењују програме подршке, прате резултате и боре за промене. Ове иницијативе повећавају значај УН-а у помагању земљама да постигну миленијумске циљеве развоја, укључујући и смањење сиромаштва.
Преко 25 агенција Уједињених нација су чланице УНДГ. Извршни комитет састоји се од четири „оснивачке агенције“: УНИЦЕФ, УНФПА, СПХ и УНДП.

### Стални координациони систем
Стални координациони систем координише све организације Уједињених нација које се баве активностима за економски развој на терену. Овај система настоји да повеже различите агенције УН-а како би се побољшала ефективност и ефикасност оперативних активности на нивоу земље. Стални координатори, које финансира, именује и управља УНДП, предводе УН тимове у преко 130 земаља и представљају означене представнике Генералног секретара за развојне операције.

## Администратор
УНДП администратор има дипломатски статус Генералног подсекретара. Администрато се често сматра трећим по важности званичником УН-а (после Генералног секретара Уједињених нација и Раменика Генералног секретара), ово никада није званично прихваћено.
Поред одговорности као шеф УНДП-а, администратор је такође и председавајући Групе Уједињених нација за развој.

### Тренутни администратор
Генерална скупштина Уједињених нација, коју чине 192 земље, недвосмислено је потврдила именовање Хелен Кларк, бивше председнице владе Новог Зеланда на место администратора УНДП. Кларк је започела свој четворогодишњи мандат 28. априла, 2009. Њен избор су снажно подржале владе Новог Зеланда, Аустралије, пацифичких држава, Уједињеног Краљевства као и пет држава у управи УНДП-а - Иран, Србија, Холандија, Хаити и Танзанија.

### Заменик администратора
Тренутни помоћни администратор УНДП-а је Ад Мелкерт, холанђанин именован 1. марта 2006. Током састанака УНДГ-а, којима председава администратор, УНДП представља помоћни администратор.

### Регионални администратори
Функције помоћника администратора, помоћника генералног секретара УН и директора регионалног бироа обављају Гету Тегегневорк (Етиопија) за Африку, Амат Ал Алим Алсосва (Јемен) за арапске државе, Аџај Чхибер (Индија) за Азију и Пацифик, Кори Удовички (Србија) за Европу и ЗНД и Ребека Гринспен (Коста Рика) за Латинску Америку и Карибе.

### Претходни администратори
Бивши администратор, Марк Малок Браун је именован за шефа особља Генералног секретара Уједињених нација на половини свог другог мандата. На крају, именован је за заменика Генералног серетара.

## Амбасадори добре воље
УНДП, заједно са осталим агенцијама УН-а, има дуг списак волонтера и подршку значајних личности као амбасадора добре воље или изасланика младости како би се промовисали циљеви и активности. Према сајту УНДП: „Њихова слава помаже јачању хитне и универзалне поруке за друштвени развој и међународну сарадњу, помажући убрзање постизања Миленијумских циљева развоја.“

### Глобални амбасадори
- Хокон, престолонаследник Норвешке
- Дидје Дрогба
- Нејдин Годмајер
- Мисако Коно
- Роналдо
- Зинедин Зидан
- Кака

### Регионални амбасадори добре воље
- Хусеин Фахми

### Почасни амбасадор друштвеног развоја
- Принцеза Басма Бин Талалод Јордана

### Почасни саветник за спорт и развој
- Синдели Вејд

### Изасланици младости
- Дикембе Мутомбо
- Беба Мел
- Марија Мутола